# رندی تورنهیل
رندی تورنهیل (انگلیسی: Randy Thornhill؛ زادهٔ ۱۹۴۴) دانشمند در زمینه روان‌شناسی فرگشتی و حشره‌شناسی اهل ایالات متحده آمریکا است.
وی همچنین برندهٔ جوایزی همچون جایزه هومبولت شده‌است. مهمترین کتاب او یعنی تاریخ طبیعی تجاوز جنسی توسط علی طباخیان به فارسی ترجمه شده است.